# Império Médio
```
   |-
       |
Erro:
:  
valor não especificado para "
nome_comum
"

   |-
       | 
Erro:
:  
valor não especificado para "
continente
"
```

O Império Médio do Egito (também conhecido como O Período de Reunificação) é o período na história do antigo Egito entre cerca de 2050 a.C. e 1710 a.C., que se estende desde a reunificação do Egito sob o impulso de Mentuotepe II da Décima Primeira Dinastia até o fim da Décima Segunda Dinastia. Alguns estudiosos também incluem a Décima Terceira Dinastia do Egito totalmente neste período, em cujo caso o Império Médio terminaria em c. 1650 a.C., enquanto outros apenas incluem até Merneferre Ay c. 1700 a.C., último rei desta dinastia a ser atestado tanto no Alto como no Baixo Egito. Durante o período do Império Médio, Osíris tornou-se a divindade mais importante na religião popular.
O período compreende duas fases, a 11ª Dinastia, que governou a partir de Tebas e a 12ª Dinastia em diante centrada em Iti-Taui.

## História

### Reunificação sob a Décima Primeira Dinastia
Após o colapso do Império Antigo, o Egito entrou num período de fraco poder Faraónico e descentralização chamado de Primeiro Período Intermediário.  No final deste período, duas dinastias rivais, conhecidas na Egiptologia como Décima e Décima Primeira, lutaram pelo poder em todo o país. A 11ª Dinastia de Tebas só governava o sul do Egito desde a primeira catarata até ao Décimo Nomo do Alto Egito. Ao norte, o Baixo Egito era governado pela 10ª dinastia rival de Heracleópolis. A luta estava foi concluída por Mentuotepe II, que subiu ao trono de Tebas em 2055 a.C.. Durante o décimo quarto ano de reinado de Mentuotepe II, ele aproveitou-se de uma revolta em Tinis para lançar um ataque a Heracleópolis, que encontrou pouca resistência. Depois de derrubar os últimos governantes da 10ª dinastia, Mentuotepe começou a consolidar o seu poder sobre todo o Egito, um processo que ele terminou em seu 39º ano de reinado. Por essa razão, Mentuotepe II é considerado o fundador do Império Médio. 
Mentuotepe II comandou campanhas militares no sul até a segunda catarata na Núbia, que havia conquistado a sua independência durante o Primeiro Período Intermediário. Ele também restaurou a hegemonia Egípcia sobre a região do Sinai, que havia sido perdida para o Egito desde o fim do Império Antigo. Para consolidar a sua autoridade, ele restaurou o culto do governante, descrevendo-se como um deus em sua própria vida, usando os cocares de Ámon e Min. Ele morreu após um reinado de 51 anos, e passou o trono para o seu filho, Mentuotepe III.
Mentuotepe III reinou por apenas doze anos, durante os quais ele continuou a consolidar o domínio de Tebas sobre todo o Egito, construindo uma série de fortes na região do Delta Oriental para proteger o Egito contra ameaças da Ásia. Ele também enviou a primeira expedição a Punt durante o Império Médio, por meio de navios construídos no final de Uádi Hamamate, no Mar Vermelho. Mentuotepe III foi sucedido por Mentuotepe IV, cujo nome é significativamente omitido de todas as antigas listas de reis do Egito. O Papiro de Turim afirma que após Mentuotepe III vieram "sete anos sem rei". Apesar desta ausência, o seu reinado é atestado por algumas inscrições em Uádi Hamamate que registram expedições à costa do Mar Vermelho e pedreiras para os monumentos reais. O líder desta expedição foi o seu vizir Amenemés, que é amplamente considerado o futuro faraó Amenemés I, o primeiro rei da 12ª Dinastia.
A ausência de Mentuotepe IV na lista de reis levou a teoria de que Amenemés I usurpou o seu trono. Embora não haja relatos contemporâneos dessa luta, certas evidências circunstanciais podem apontar para a existência de uma guerra civil no final da 11ª dinastia. Inscrições deixadas por um Nehry, o Haty-a de Hermópolis, sugerem que ele foi atacado em um lugar chamado Shedyet-sha pelas forças do rei reinante, mas suas forças prevaleceram. Khnumhotep I, um funcionário de Amenemés I, afirma ter participado de uma flotilha de 20 navios para pacificar o Alto Egito. Donald Redford sugeriu que esses eventos devem ser interpretados como evidência de uma guerra aberta entre dois pretendentes dinásticos. O que é certo é que, embora tenha chegado ao poder, Amenemés I não era de nascimento real.

### Inicio da 12ª Dinastia

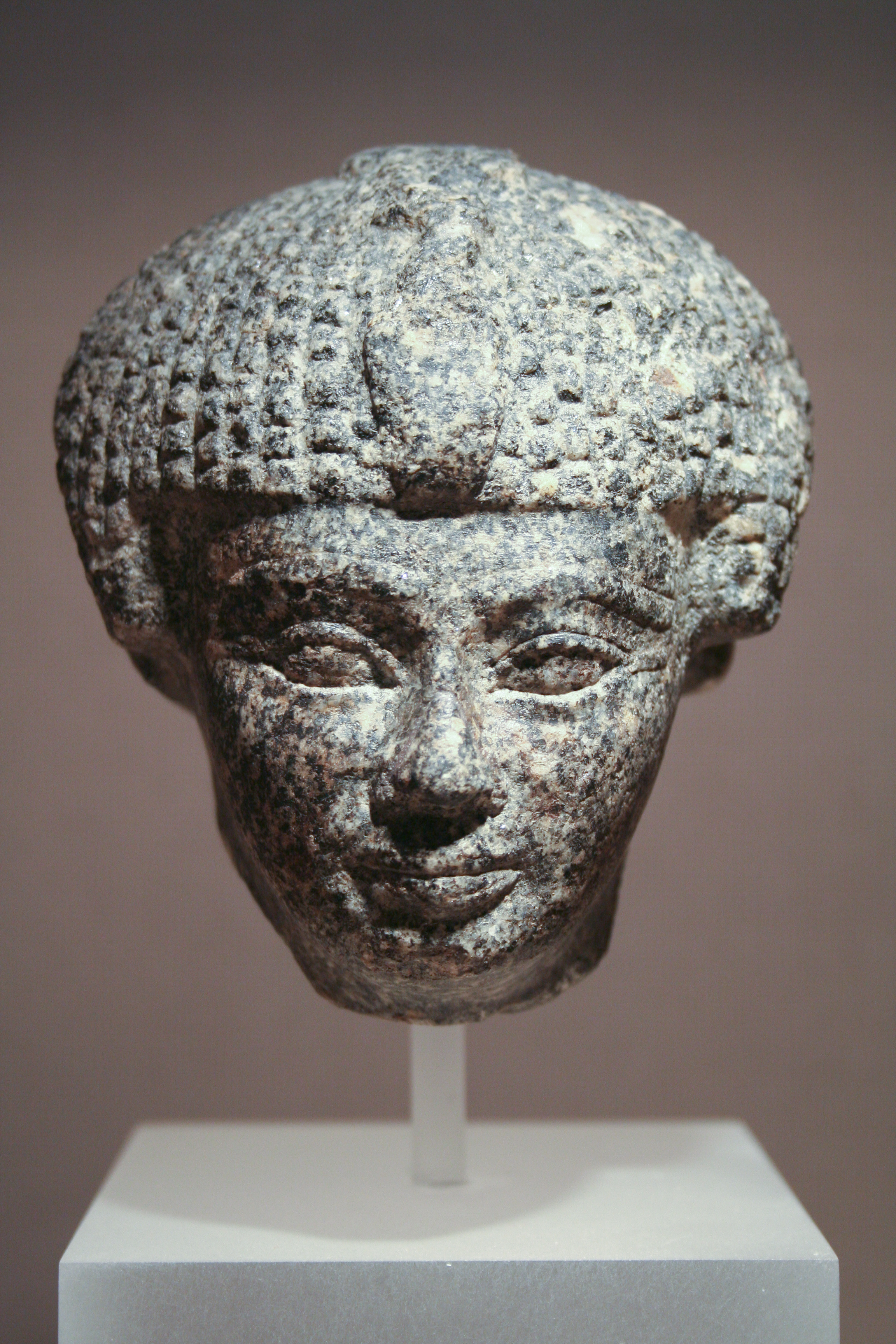
A cabeça de uma estátua de Senuseret I

A partir da 12ª dinastia, os faraós muitas vezes mantinham exércitos permanentes bem treinados, que incluíam contingentes Núbios. Estes formaram a base de forças maiores que foram levantadas para defesa contra invasão, ou para expedições ao Nilo ou através do Sinai. No entanto, o Império Médio era basicamente defensivo em sua estratégia militar, com fortificações construídas na Primeira Catarata do Nilo, no Delta e através do Istmo do Sinai.
No início de seu reinado, Amenemés I fui compelido a fazer campanha na região do Delta, que não recebia tanta atenção quanto o alto Egito durante a 11ª Dinastia. Além disso, ele fortaleceu as defesas entre o Egito e a Ásia, construindo as Muralhas do Governante na região Leste do Delta. Talvez em resposta a esse desassossego perpétuo, Amenemés construíu uma nova capital para o Egito no norte, conhecida como Amenemés-Iti-Taui, ou Amenemés, O Senhor das Duas Terras. A localização desta capital é desconhecida, mas é presumivelmente perto da necrópole da cidade, a atual iti-Taui. tal como Mentuotepe II, Amenemés reforçou a sua reivindicação de autoridade com propaganda. Em particular, a Profecia de Neferti data dessa época, que pretende ser um oráculo de um sacerdote do Império Antigo, que prediz um rei, Amenemés I, surgindo do extremo sul do Egito para restaurar o reino após séculos de caos.
Apesar da propaganda, Amenemés nunca deteve o poder absoluto comandado em teoria pelos faraós do Império Antigo. Durante o Primeiro Período Intermediário, os governadores dos nomos do Egito, os nomarcas, ganharam um poder considerável. Os seus postos tornaram-se hereditários, e alguns nomarcas fizeram alianças matrimoniais com os nomarcas dos nomos vizinhos. Para fortalecer a sua posição, Amenemés exigiu o registro da terra, modificou as fronteiras dos nomos e nomeou nomarcas diretamente quando os cargos ficaram vagos, mas concordou com o sistema nomarca, provavelmente para aplacar os nomarcas que apoiavam o seu governo. Isso deu ao Império Médio uma organização mais feudal do que o Egito teve antes ou teria depois.
Em seu 20º ano de reinado, Amenemés estabeleceu o seu filho Sesóstris I como seu co-regente, estabelecendo uma prática que seria usada repetidamente em todo o resto do Império Médio e novamente durante o Novo. No 30º ano de reinado, Amenemés foi presumivelmente assassinado em uma conspiração do palácio. Sesóstris, que estava em campanha contra os invasores Líbios, correu para casa para Iti-Taui para impedir a tomada do governo. Durante seu reinado, ele continuou a prática de nomear diretamente nomarcas,  e minou a autonomia dos sacerdótes locais, construindo centros de culto em todo o Egito. Sob o seu governo, os exércitos Egípcios avançaram para o sul para a Núbia até a segunda catarata, construindo um forte de fronteira em Buhen e incorporando toda a Núbia inferior como uma colónia Egípcia. Para o oeste, ele consolidou o seu poder sobre os Oásis e estendeu os contatos comerciais para a Síria-Palestina até Ugarit. No seu 43º ano de reinado, Sesóstris nomeou Amenemés II como co-regente júnior e morreu no seu 46º.
O reinado de Amenemés II tem sido frequentemente caracterizado como sendo em grande parte pacífico, mas o registro de seu genut, ou livros do dia, lançam dúvidas sobre essa avaliação. Entre esses registros, preservados em paredes de templos em El-Tod e Mênfis, estão descrições de tratados de paz com certas cidades Sírio-Palestinas e conflitos militares com outros. Ao sul, Amenemés enviou uma campanha pela Núbia inferior para inspecionar Wawat. Não parece que Amenemés tenha continuado a política de seus antecessores de nomear Nomarcas, mas deixou-a tornar-se hereditária novamente. Outra expedição a Punt data de seu reinado. Em seu 33º ano de reinado, ele nomeou o seu filho Sesóstris II co-regente.
Evidência de qualquer tipo de atividade militar durante o reinado de Sesóstris II é inexistente. Sesóstris parece ter se concentrado em questões domésticas, particularmente na irrigação do Faium. Este projeto multi-geracional teve como objetivo converter o oásis de Faium em uma faixa produtiva de terras agrícolas. Sesóstris eventualmente colocou a sua pirâmide no local de el Lahun, perto da junção do Nilo e do principal canal de irrigação do Faium, o Bahr Yussef. Ele reinou apenas quinze anos, o que é evidenciado pela natureza incompleta de muitas de suas construções. O seu filho Sesóstris III sucedeu-o.

### Auge do Império Médio

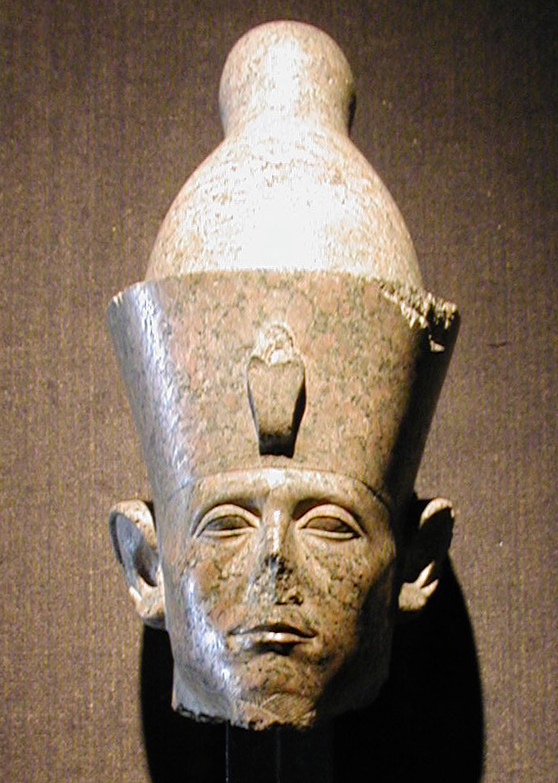
Cabeça de estátua de Senuseret III

Sesóstris III era um rei guerreiro, muitas vezes indo para o campo de batalha. Em seu sexto ano, ele reimplantou um canal do Antigo Império em torno da primeira catarata para facilitar a viagem para a parte superior da Núbia. Ele usou isso para lançar uma série de campanhas brutais na Núbia no seu sexto, oitavo, décimo e décimo sexto ano de reinado. Após as suas vitórias, Sesóstris construiu uma série de grandes fortalezas em todo o país para estabelecer a fronteira formal entre as conquistas egípcias e a Núbia invicta em Semna. O pessoal desses fortes foi encarregado de enviar relatórios frequentes à capital sobre os movimentos e atividades dos nativos locais de Medjai, alguns dos quais sobreviveram, revelando quão rigidamente os Egípcios pretendiam controlar a fronteira sul. Os Medjai não eram permitidos ao norte da fronteira por navio, nem podiam entrar por terra com os seus rebanhos, mas eles eram autorizados a viajar para fortes locais, a fim de negociar. Depois disso, Sesóstris enviou mais uma campanha em seu 19º ano, mas voltou devido a níveis anormalmente baixos do Nilo, o que colocou em risco os seus navios. Um dos soldados de Sesóstris também registra uma campanha na Palestina, talvez contra Siquém, a única referência a uma campanha militar contra um local na Palestina de toda a literatura do Império Médio.
Internamente, Sesóstris recebeu crédito por uma reforma administrativa que colocou mais poder nas mãos dos nomeados do governo central, em vez das autoridades regionais. O Egito foi dividido em três divisões administrativas: Norte, Sul e Cabeça do Sul (talvez o Baixo Egito, a maior parte do Alto Egito e os nomos do reino de Tebas original durante a guerra com Heracleópolis, respectivamente). Cada região era administrada por algum tipo de conselho (o Djadjat) e uma equipe de funcionários menores e escribas. O poder dos Nomarcas parece ter caido permanentemente durante o seu reinado, o que foi tomado para indicar que o governo central finalmente os suprimiu, embora não haja registro de que Sesóstris tenha agido diretamente contra eles.
Sesóstris III teve um legado duradouro como um Faraó guerreiro. O seu nome foi helenizado por historiadores gregos posteriores como Sesóstris, um nome que foi então dado a uma fusão de Sesóstris e vários faraós guerreiros do Império Novo. Na Núbia, Sesóstris era adorado como um Deus patrono pelos colonos Egípcios. A duração de seu reinado continua sendo uma questão em aberto. o seu filho Amenemés III começou a reinar após o 19º ano de reinado de Sesóstris, que tem sido amplamente considerado a mais alta data atestada de Sesóstris. No entanto, uma referência a um ano 39 sobre um fragmento encontrado nos destroços de construção do templo mortuário de Sesóstris sugeriu a possibilidade de uma longa co-regência com o seu filho.
O reinado de Amenemés III foi o auge da prosperidade económica do Império Médio. o seu reinado é notável pelo grau em que o Egito explorou os seus recursos. Os acampamentos de mineração no Sinai, que antes eram usados apenas por expedições intermitentes, eram operados em regime semipermanente, como evidenciado pela construção de casas, muros e até mesmo cemitérios locais. Há 25 referências separadas de expedições de mineração no Sinai e quatro para expedições no Uádi Hamamate, uma das quais tinha mais de 2 mil trabalhadores. Amenemés reforçou as defesas de seu pai na Núbia e continuou o sistema de recuperação de terras de Faium. 
Depois de um reinado de 45 anos, Amenemés III foi sucedido por Amenemés IV, cujo reinado de nove anos é pouco atestado. Claramente nessa altura, o poder dinástico começou a enfraquecer, para o qual várias explicações foram propostas. Registros contemporâneos dos níveis de inundação do Nilo indicam que no fim do reinado de Amenemés III estava seco, e as falhas nas colheitas podem ter ajudado a desestabilizar a dinastia. Além disso, Amenemés III teve um reinado desordenadamente longo, o que tende a criar problemas de sucessão. Este último argumento talvez explique porque Amenemés IV foi sucedido por Esquemíofris, a primeira mulher faraó do Egito historicamente atestada. Esquemíofris governou não mais do que quatro anos, e como ela aparentemente não tinha herdeiros, quando ela morreu, a Décima Segunda Dinastia chegou a um fim repentino, assim como a Idade de Ouro do Império Médio.

### Declínio para o Segundo Período Intermediário

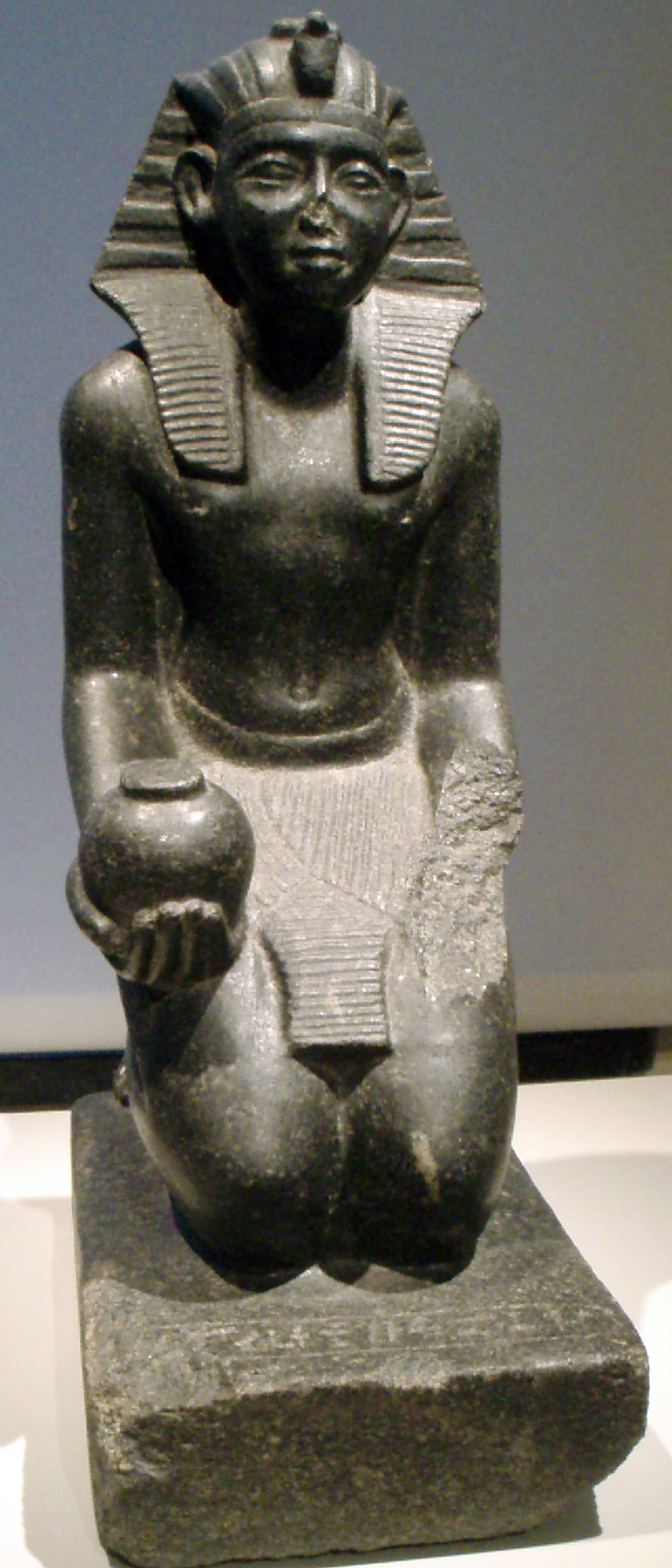
Uma estátua de Sebecotepe V de joelhos, um dos faraós dos anos de declínio do Império Médio

Após a morte de Esquemíofris, o trono pode ter passado para Sequenré Cutaui Sebecotepe, embora em estudos mais antigos Wegaf, que anteriormente tinha sido o Grande Superintendente de Tropas, foi pensado como tendo reinado em seguida. Começando com este reinado, o Egito foi governado por uma série de reis efémeros por cerca de dez a quinze anos. As antigas fontes egípcias consideram estes como os primeiros reis da Décima Terceira Dinastia, embora o termo dinastia seja enganador, uma vez que a maioria dos reis da décima terceira dinastia não estavam relacionados. Os nomes desses reis de vida curta são atestados em alguns monumentos e grafitos, e a sua ordem de sucessão só é conhecida do Cânone de Turim, embora nem isso seja totalmente confiável.
Depois do caos dinástico inicial, uma série de reis mais longos e mais bem-sucedidos reinou por cerca de cinquenta a oitenta anos. O rei mais forte desse período, Neferhotep I, governou por onze anos e manteve o controle efetivo do Alto Egito, da Núbia e do Delta, com as possíveis exceções de Xois e Ávaris. Neferhotep I foi até reconhecido como o suserano do governante de Biblos, indicando que a Décima Terceira Dinastia foi capaz de reter grande parte do poder da Décima Segunda Dinastia, pelo menos até ao seu reinado. Em algum momento durante a 13ª dinastia, Xois e Ávaris começaram a governar-se a eles próprios, os governantes de Xois sendo a Décima Quarta Dinastia, e os governantes Asiáticos de Ávaris sendo os Hicsos da Décima Quinta Dinastia. De acordo com Manetão, esta última revolta ocorreu durante o reinado do sucessor de Neferhotep, Sebecotepe IV, embora não haja evidências arqueológicas. Sebecotepe IV foi sucedido pelo curto reinado de Sebecotepe V, seguido de Wahibre Ibiau e depois por Merneferre Ay. Wahibre Ibiau governou dez anos, e Merneferre Ay governou por vinte e três anos, o mais longo de qualquer rei da Décima Terceira Dinastia, mas nenhum desses dois reis deixou tantos atestados quanto Neferhotep ou Sebecotepe IV. Apesar disso, ambos parecem ter ocupado pelo menos partes do baixo Egito. Depois de Merneferre AY, no entanto, nenhum rei deixou o seu nome em qualquer objeto encontrado fora do sul. Isto começa a porção final da décima terceira dinastia, onde os reis do sul continuam a reinar sobre o Alto Egito, mas quando a unidade do Egito se desintegrou completamente, o Império Médio deu lugar ao Segundo Período Intermediário.